# Hypoponera abyssinica
Hypoponera abyssinica es una especie de hormiga del género Hypoponera, subfamilia Ponerinae.